# Кордиевые
Кордиевые (лат. Cordiaceae) — семейство покрытосеменных двудольных растений порядка Бурачникоцветные (Boraginales).

## Описание
Деревья (иногда довольно высокие), кустарники, редко лианы.
Завязь цельная, нелопастная. Столбик верхушечный, дважды двураздельный.
Плод — костянка с 1—4-семянной косточкой. Семядоли складчатые. Эндосперм отсутствует.

## Таксономия
Семейство включает 2 рода:
- Cordia L. typus — Кордия
- Varronia P.Browne